# Anse Mounyambani
L'anse Mounyambani est l'une des baies de l'océan Indien formée par la côte sud-est de l'île principale de Mayotte, soit Grande-Terre.